# 同德押
同德押是香港的一幢單棟式弧型轉角騎樓式唐樓，位於香港島灣仔區灣仔軒尼詩道367-371號，建於1930年代，樓高四層，為香港三級歷史建築，並已於2015年拆卸。

## 歷史
同德押在香港現存的戰前唐樓中，僅得4座是位處街角兼採用弧形設計，清拆前更是香港島最後一棟位於轉角位的弧型戰前騎樓。
2013年，業主高可寧家族獲屋宇署批准重建為23層高商廈，2015年8月起展開拆卸工程。
直至2020年，大押拆卸後地盤一直丟空，未有進行工程。2021年中，地盤圍板換上「369 Hennessy Road」字樣。

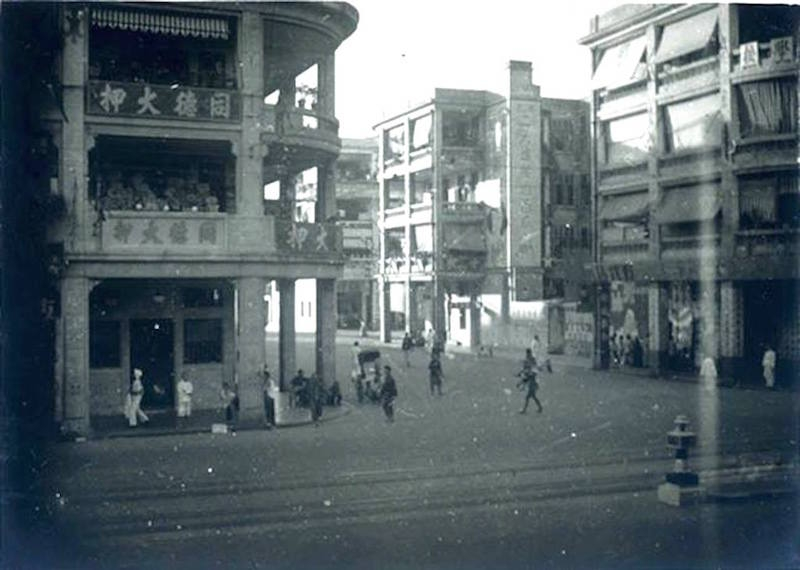
軒尼詩道與馬師道交界（1930年代）
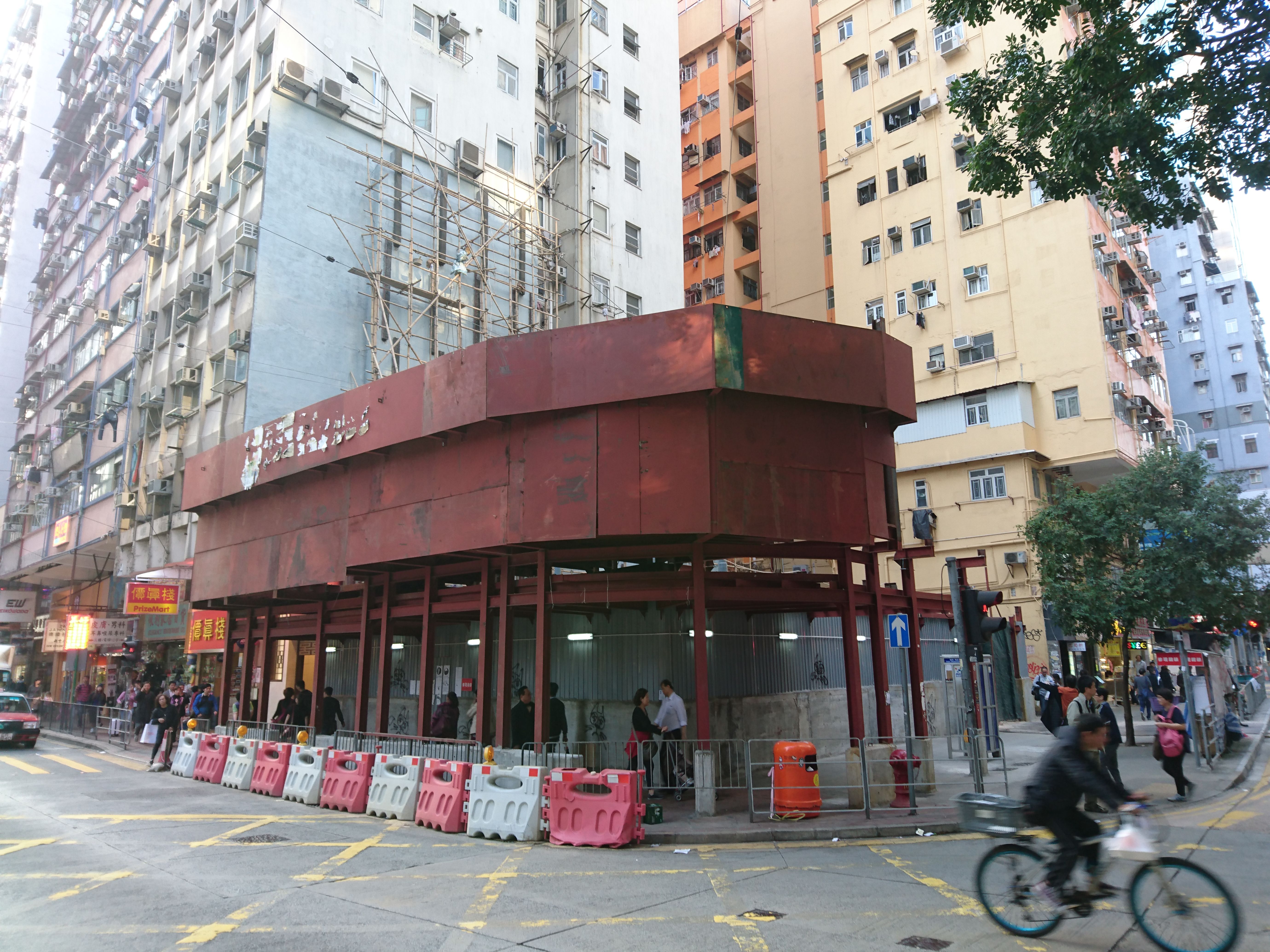
2015年10月，同德押拆卸完畢
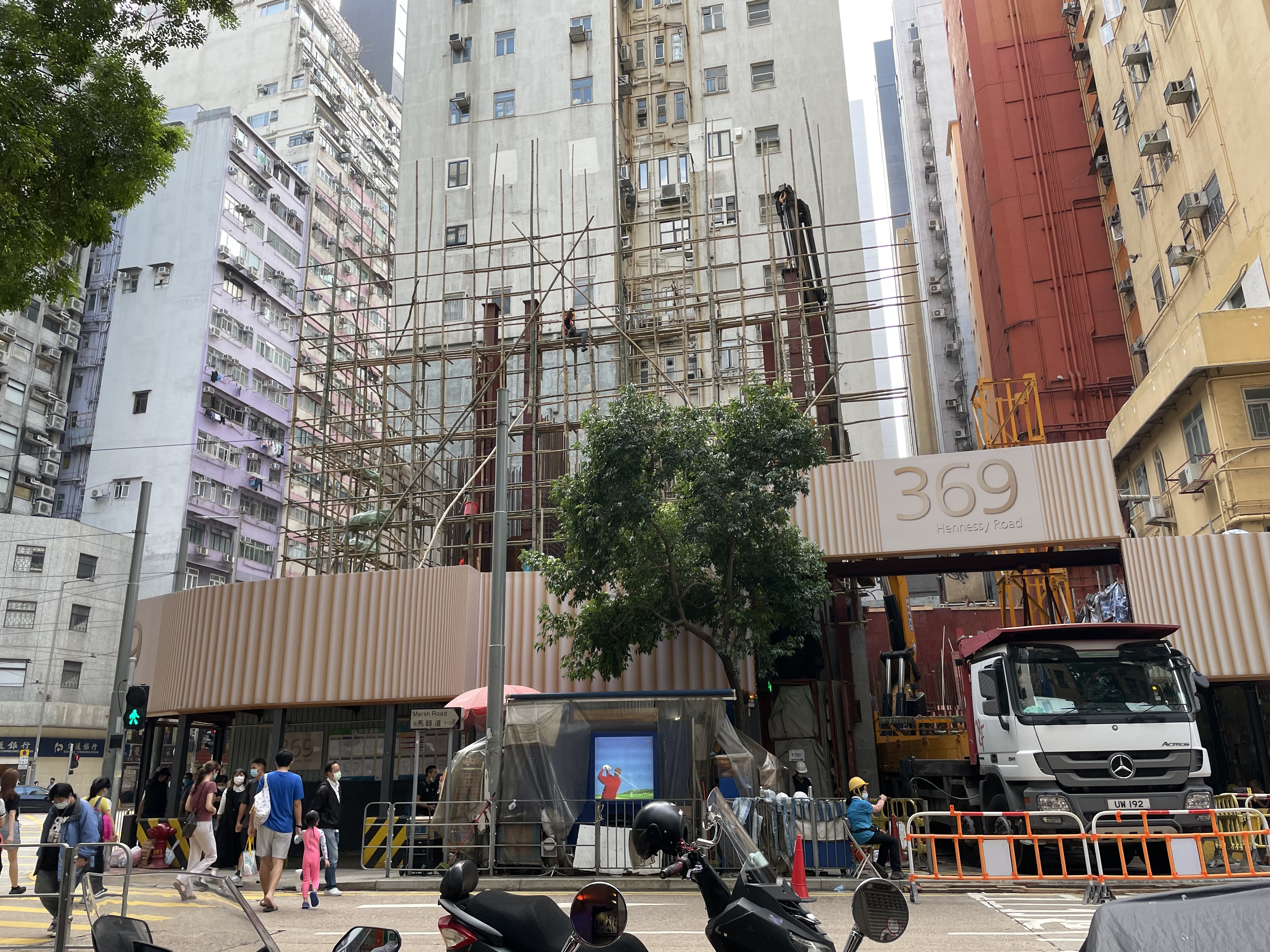
「369 Hennessy Road」地盤

## 特色
同德押由厘份及巴士圖畫則兼工程師樓（Raven & Basto Architect）設計，其簡潔線條採用1930年代各地盛行的包浩斯（Bauhaus）風格，而細節部份亦有裝飾藝術風格（Art Deco）的影子。
同德押亦保留不少以前當舖的設施，包括吊扇側門、正門舖內的擋鐘及1950至60年代常見的太陽型鐵枝，亦於街口兩面均掛上霓虹燈招牌。其結構伸出行人路形成迴廊，另外大押招牌上的文字是由右至左書寫。

## 重建爭議

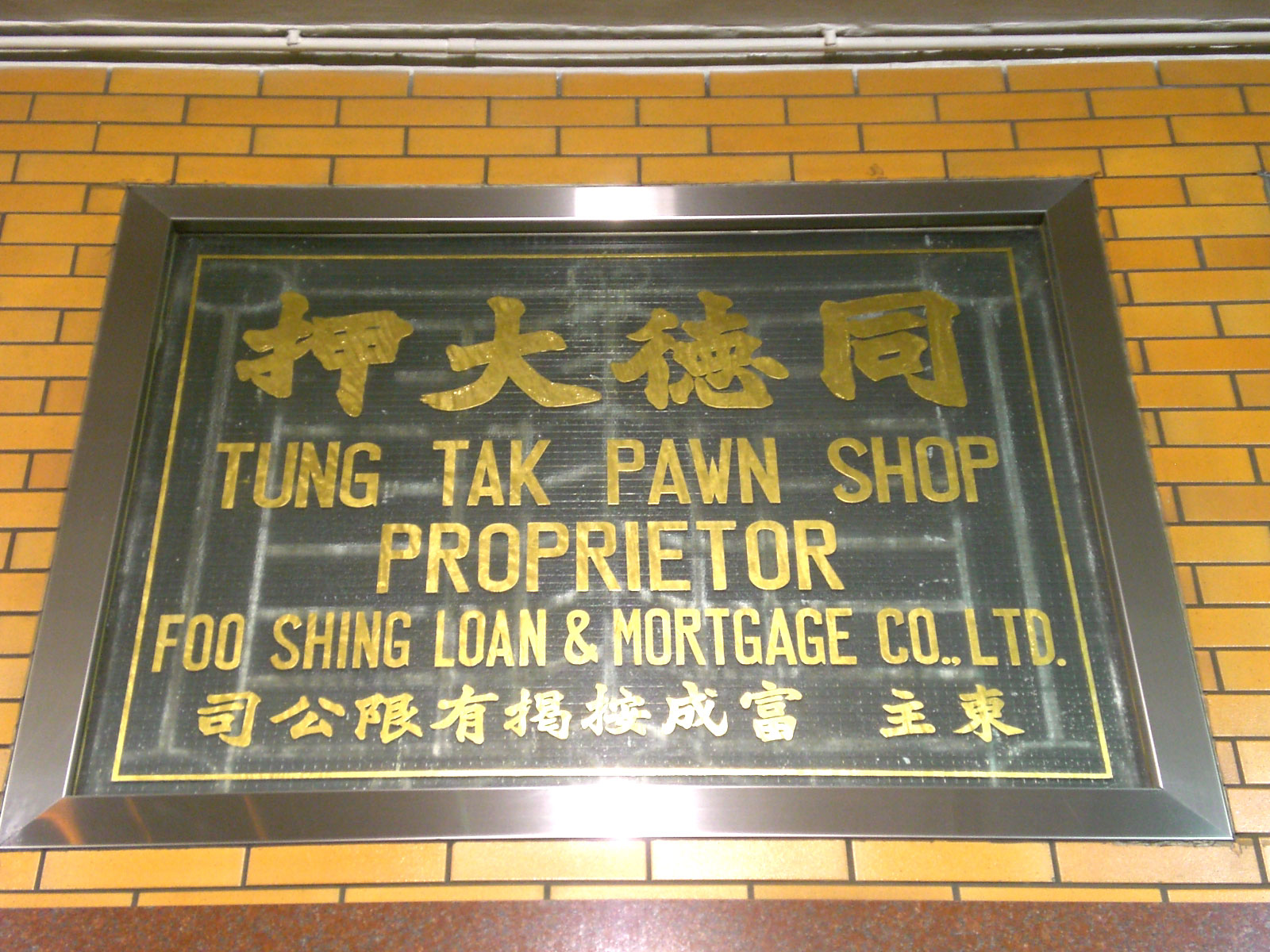
同德大押舊地舖入口牌匾

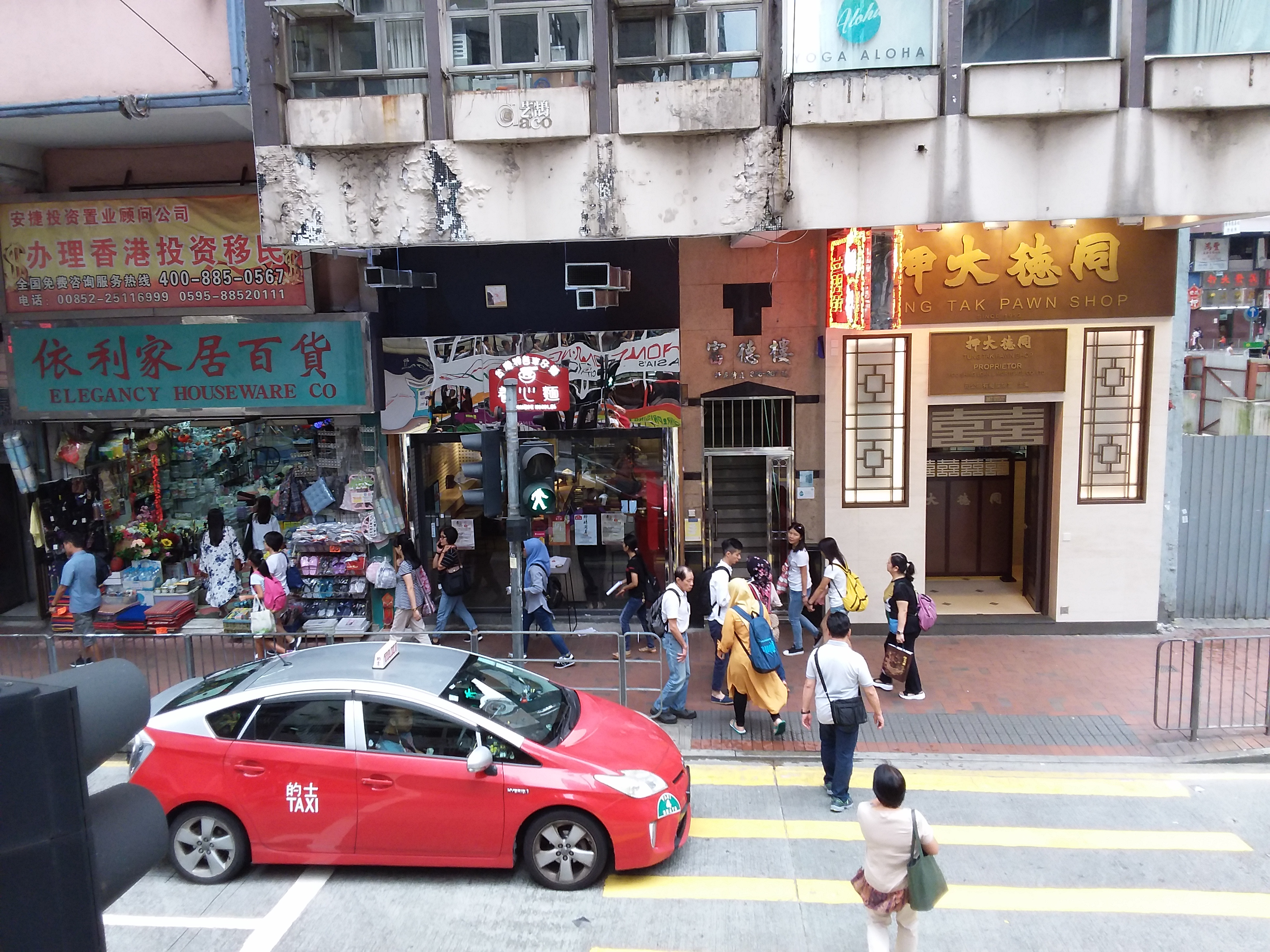
同德大押店舖現址

2015年8月，業主高可寧家族突然開始展開拆卸工程，工人開始拆除內部裝修及圍板，引起不少市民關注。文化界、教育界、政界等2008名市民聯署，要求古物諮詢委員會及發展局考慮補充資料，為同德押重新評級，並根據2015年初的「歷史建築保育政策檢討報告」內，盡快落實9億的歷史建築保育基金，與業主商討，並積極考慮購入古蹟。
發展局稱，同德押雖被評為三級歷史建築，但在現行的相關政策下，只有一級歷史建築才會被有機會列為法定古蹟。古物事務監督可阻止對古蹟作任何改動，或酌情規定改動時必須遵守的條件，以便保護有關古蹟。
中文大學建築文化遺產研究中心於8月開始進行有關同德押的研究。研究結果顯示，不論在歷史的久遠程度、對香港典當業的歷史意義、還是建築自身的規模和特色，同德押都有相當高的歷史文化價值。

## 現況
大押現搬遷至原址旁的富德樓（軒尼詩道367號）繼續營業。

## 相關當鋪
- 南昌押（同屬高可寧家族，位於深水埗南昌街117號）
- 德生大押（同屬高可寧家族，位於佐敦上海街178號）
- 德榮大押（同屬高可寧家族，位於中環德輔道中72號）

## 外部連結
- 同德大押歷史研究報告 - 古物諮詢委員會（页面存档备份，存于）